# Porto Velho

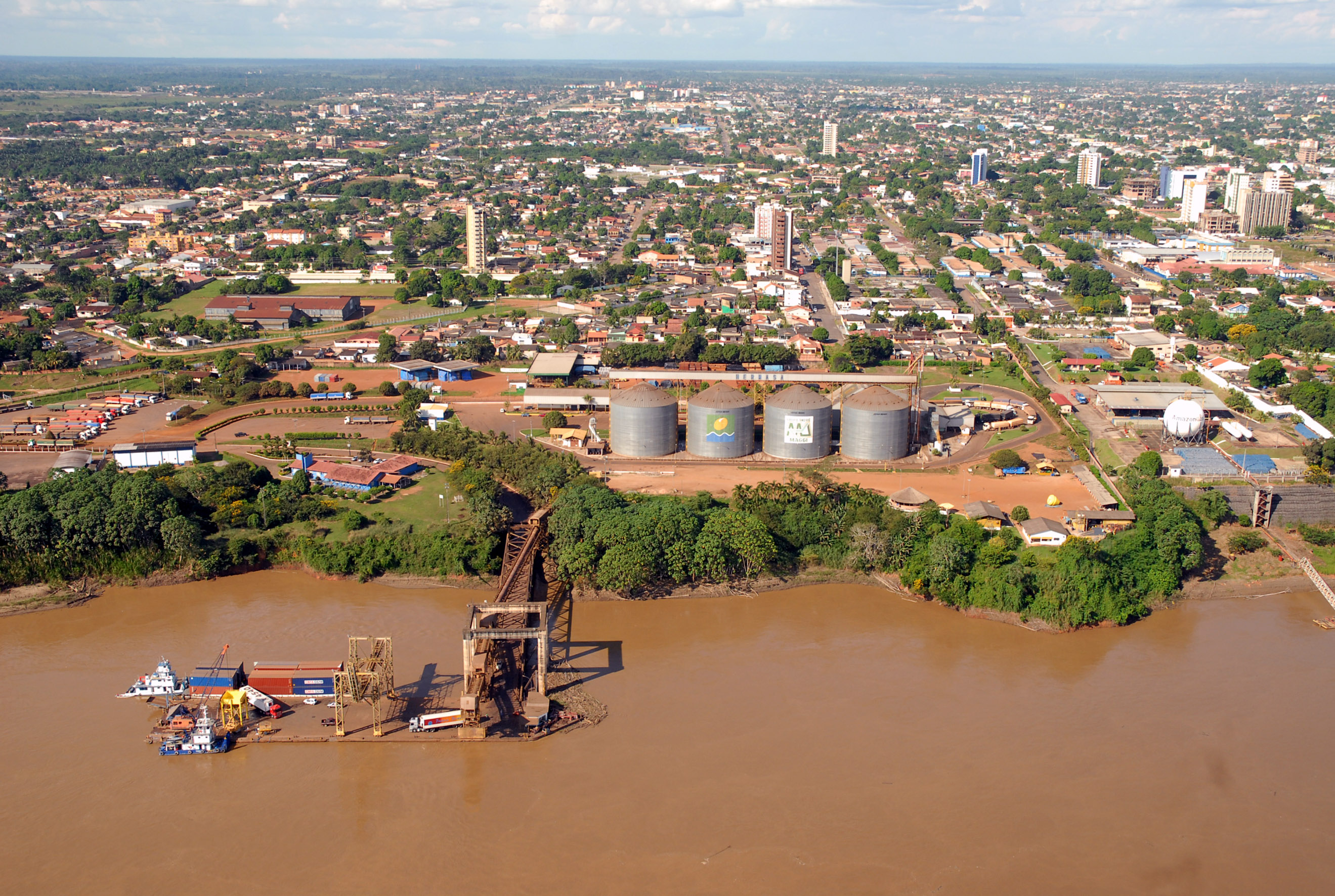
Porto Velho, capital de Rondônia.

Porto Velho (Puerto Viejo en español) es un municipio y capital del estado de Rondonia, Brasil. Se localiza al norte del estado, en la margen derecha del río Madeira (afluente del río Amazonas), estando a una altitud de 85 metros sobre el nivel del mar. Su población estimada en 2010 era de 426 558 habitantes.
Posee un área de 34 210 km². Se convirtió en municipio en 1914, cuando todavía pertenecía al estado de Mato Grosso. En 1943, con el municipio de Guajará Mirim pasó a constituir el Territorio Federal de Guaporé, que en 1956 pasó a ser denominado Rondonia, y vino a ser elevado a la categoría de Estado en 1981. Hoy en día, Porto Velho es una de las ciudades más peligrosas del mundo, siendo la peor capital brasileña en materia de saneamiento y la peor para vivir.